# Great Yarmouth
Great Yarmouth és un poble del districte de Great Yarmouth, Norfolk, Anglaterra. Té una població de 40.405 habitants i districte de 99.164.